# Kemuning Tua
Kemuning Tua is een bestuurslaag in het regentschap Indragiri Hilir van de provincie Riau, Indonesië. Kemuning Tua telt 1189 inwoners (volkstelling 2010).